# Tabit
Tabit (Pi3 d'Orió / π3 Orionis) és un estel en la constel·lació d'Orió. Comparteix la denominació de Bayer «Pi Orionis» amb altres cinc estels, sent entre aquests el més proper a la Terra, ja que es troba a 26,3 anys llum de distància. Amb magnitud aparent +3,60, és també el més brillant d'ells, per davant de π4 Orionis, que es troba molt més allunyat. El seu nom pot provenir de l'àrab Al Thabit, «la que perdura».
Tabit és una nana blanca-groguenca de tipus espectral F6V més calenta i lluminosa que el Sol. Amb una lluminositat 2,7 vegades major que la lluminositat solar, té una temperatura de 6419 ± 29K, uns 600 K superior a la del Sol. El seu diàmetre és un 30 % més gran que el radi solar i gira sobre si mateixa amb una velocitat de rotació projectada de 19,2 km/s. La seva metal·licitat —abundància relativa d'elements més pesats que l'heli— és lleugerament menor que la solar. Té una massa de 1,25 masses solars i una edat estimada de 2200 milions d'anys, aproximadament un 55 % de la seva vida dins de la seqüència principal.
Tabit sembla un estel lleugerament variable, possiblement del tipus Delta Scuti, amb una variació en la seva lluentor de 0,05 magnituds. Pot tenir un company espectroscòpic que no ha pogut ser resolt mitjançant interferometria de clapejat. Així mateix, forma un doble òptic amb un estel de magnitud 8,8 situat a uns 95 segons d'arc.
El moviment de Tabit a través de l'espai l'acosta a la Terra, de manera que dins de 210.000 anys es trobarà a 15 anys llum del nostre planeta. Actualment Ross 41, a 5,1 anys llum de distància, és l'estel conegut més proper a Tabit. Tabit és un dels objectius prioritaris del projecte Terrestrial Planet Finder (TPF) per a la cerca de planetes terrestres que puguin albergar vida.